# Bang! Pow! Boom!
Bangg! Pow! Boom! è l'undicesimo album in studio del gruppo Horrorcore Insane Clown Posse.

## Tracce
1. Intro
2. Triple Threat Mix
3. In Yo Face
4. The Bone
5. Zombie Slide
6. To Catch a Predator
7. Boing Boing
8. I Found A Body
9. Love
10. Fonz Pond
11. Imma Kill U
12. Juggalo Island
13. Vultures
14. Vera Lee
15. Miracles
16. Bang! Pow! Boom!

Nuclear Edition (Disc 2Audio CD)
1. Over a Bitch
2. Our Hero
3. Chop Chop Slide
4. Supernatural
5. Tonight
6. It's All Over
7. Bang! Pow! Boom! Sampler

Nuclear Edition (Disc 3Video DVD)
1. In Yo Face
2. Miracles
3. A Family Underground

## Formazione
- Joseph Bruce – voce
- Mike E. Clark – produttore
- Insane Clown Posse — voce
- Shaggy 2 Dope — voce, scratching